# Sergio Bernardo Almirón
Sergio Bernardo Almirón (Rosario, 1980. november 7. –) argentin labdarúgó, jelenleg az olasz Juventus középpályása.
Az argentin válogatottal 1986-ban világbajnoki címet szerzett Sergio Omar Almirón fia. Pályafutását a Newell’s Old Boys csapatában kezdte, 2001-ben igazolt az Udineséhez. 2003-ban kölcsönjátékosként a Hellas Verona FC-hez került, majd az Empoli játékosa lett. 2007 nyarán a Juventus FC 9 millió eurót fizetett érte. Bár nagy reményeket fűztek a játékához, nem sikerült maradandót alkotnia, így fél év után kölcsönadták a francia AS Monaconak. 2008 nyarán a Fiorentina vette kölcsön, opcióval arra, hogy a bajnokság végén megvásárolhassák.